# Дубинский, Илья Владимирович
Илья Владимирович Дубинский (29 марта 1898, с. Бутенки, Полтавская губерния — 5 октября 1989, Киев) — советский военачальник, полковник, кавалер двух орденов Боевого Красного Знамени. Писатель.

## Ранние годы
Родился 29 марта 1898 года в селе Бутенки на Полтавщине в многодетной семье служащего. После окончания Кобеляцкого коммерческого училища стал студентом Петроградского политехнического института. Но революционные события резко изменили его дальнейшую жизнь.

## Гражданская война
Член РКП(б) с августа 1918 года.
В 1918—1919 воевал против германцев и петлюровцев в партизанском отряде В. А. Упыря на Украине. Был в составе «Повстанческого штаба», который под руководством Ю. М. Коцюбинского готовил советское восстание на Украине.
В июне 1919 вступил добровольно в Красную Армию. С июня 1919 по 1920 служил политбойцом кавалерийского полка в 42-й «шахтерской» дивизии 13-й и (с января 1920) 14-й армии. Участвовал в боях с русской Добровольческой армией генерала Деникина в районе городов Орла, Кром, Ливны и с Русской армией генерала Врангеля на Крымском полуострове на Перекопском перешейке.
С мая 1920 года находился рядах Червонного казачества. Был комиссаром 5-го полка, 3-й бригады, командиром 7-го Полтавского полка и комбригом в 8-й кавалерийской дивизии Червонного казачества под командованием В. М. Примакова. В составе 14-й советской армии участвовал в боях за города Проскуров и Староконстантинов во время советско-польской войны.
В ноябре 1920 года командир сводного дивизиона червонных казаков в боях по уничтожению союзных полякам войск Украинской Народной Республики, которыми руководил С.Петлюра, в районе города Волочиска. За атаку бронепоезда награждён орденом «Красного Знамени» (1921).
30 октября 1921 года 7-й кавалерийский полк атаковал и разгромил под городом Проскуровом банду вторгшегося из Польши петлюровского полковника Палия-Сидорянского. Дубинский в бою был тяжело ранен — прострелен пулемётной очередью.
В конце 1920-х годов активный участник подавления басмачества.

## После окончания Гражданской войны
6 мая 1922 8-я кавалерийская дивизия Червонного казачества получила название 1-я кавалерийская Запорожская Червонного казачества Краснознаменная дивизия имени Французской компартии.
В 1928 окончил с отличием Военную Академию имени М. В. Фрунзе в г. Москве.
В 1928—1929 начальник штаба 1-й кавалерийской Запорожской Червонного казачества Краснознаменной дивизии имени Французской компартии 1-го кавалерийского корпуса Червонного казачества имени ВУЦИК и ЛКСМ Украины. Затем инспектор Наркомпроса по военной подготовке.
Работал в аппарате Совнаркома УССР и ЦК КП(б)У. Был секретарём Совета обороны Украины.
Член Союза писателей СССР с 1934 года.
В 1935 окончил одногодичные Высшие командные курсы при Военной Академии механизации и моторизации.
Командир 4-го отдельного тяжёлого танкового полка Харьковского ВО.
В декабре 1935 — январе 1936 в г.Харьков сформирована 4-я отдельная тяжёлая танковая бригада. Командиром танковой бригады назначен полковник Дубинский и командовал ею до конца 1936. На вооружении бригады были средние танки Т-28. Бригада затем передислоцирована в г.Киев.
Полковник Дубинский служил начальником учебного отдела на Казанских бронетанковых курсах усовершенствования технического состава.

## Репрессии
В 1937 году Илья Владимирович Дубинский уволен с военной службы, 25 июня исключён из членов ВКП(б), а потом (10 июля 1937года) арестован. Следствие велось три года. Виновным себя не признал и никого не оговорил. Приговор Военной коллегией Верховного Суда СССР на 10 лет исправительно-трудовых лагерей. Отбывал наказание в различных лагерях в Красноярском крае.
С 1947 года находился на поселении в бесконвойной «командировке», работал главным механиком в Больше-Уринской машинно-тракторной станции Тасеевского района.

## Дальнейшая деятельность
В 1954 году реабилитирован, восстановлен в партии, восстановлен в воинском звании полковника в отставке с правом ношения военной формы одежды. В 1954 году переехал в г. Киев. Работал председателем Комиссии при Верховном Совете УССР по реабилитации жертв необоснованных репрессий.
Скончался 5 октября 1989 года. Похоронен на Байковом кладбище.

## Литературные произведения
- Конница в ближних тылах. М., 1927
- Перелом. —  М., 1930
- Первая червонная.  —  М., 1931
- Золотая Липа. — Харьков, 1933
- Золотая Липа. — Л., Издательство писателей, 1934
- Золотая Липа. —  Харьков-Киев, 1934
- Контрудар. —  Харьков, 1934
- Контрудар. —  Киев, 1935
- Броня советов. — Киев-Харьков, 1936
- Сочинения в 2-х томах — К.: Днипро, 1969
- Сочинения: в 2 т. — К.: Днипро, 1978.
- Собрание сочинений: в 4 т. — К.: Днипро, 1986–1988.
- Шатровы. Красноярск, 1956
- Шатровы. М., 1956
- От зари до зари. —  Киев, 1957
- Золотая Липа. — М., 1958
- Контрудар. — М., 1959
- Трубачи трубят тревогу. — М.: Воениздат, 1961, 1962.
- Шатровы. М., 1962
- Наперекор ветрам : [об И. Э. Якире]. — М: Воен. изд-во МО СССР, 1964. — 272 с.
- Золотая Липа. — К.: Днипро, 1966
- Летопись памятных дней. —  Киев, 1967
- Контрудар. — М., 1967
- Примаков. — М.: Молодая гвардия, 1968 с. — (ЖЗЛ).
- Окно в мир. —  М., 1971
- Тертый калач. Киев, 1971
- Солдатский хлеб. Киев, 1974
- Золотая Липа. — Л., 1975
- Колокола громкого боя. — Киев, 1975
- Червонное казачество. — 2-е изд. — К.: Политиздат Украины, 1977. — 224 с. (в соавторстве с Г. М. Шевчуком; 1-е изд. на укр. яз. — 1973)
- Киевская тетрадь. — Киев, 1978
- Контрудар. — М., 1979
- Портреты и силуэты. — Киев, 1982
- Золотая Липа. — М., 1983
- Всерьез и надолго. — Киев, 1983
- В парке Примакова. — Киев, 1987
- Портреты и силуэты. — М.: Сов. писатель, 1987. — 496 с.
- Особый счет. — М.: Воениздат, 1989.

## Награды
Награждён орденом Октябрьской Революции (28.03.1988), двумя орденами Красного Знамени (1921, 1923).